# Однополые браки в Португалии
Однополые браки были легализованы в Португалии 31 мая 2010 года, когда официальный правительственный вестник «Diário da República» объявил о вступлении законопроекта в силу начиная с 5 июня 2010 года. Таким образом, Португалия стала шестой европейской страной и восьмой в мире, где признаны браки между лицами одного пола. Первоначально законопроект не предусматривал права усыновления, однако 17 мая 2013 года однополые партнёры получили право на усыновление детей своих партнёров.

## История вопроса

### Фактические союзы
Несмотря на то, что большинство населения Португалии, одной из самых консервативных стран Евросоюза, исповедует католицизм, и негативно относятся к однополым семьям (данные 2006 года), уже с 2001 года в Португалии предоставлялось право заключать союзы между представителями одного пола.
Закон № 7/2001 от 11 мая 2001 года о защите нерегистрируемых «фактических гражданских союзов» (порт. uniões de facto) ставил под государственную защиту все пары независимо от их пола, фактически прожившие вместе более двух лет, и наделял их аналогичными правами и обязанностями, что и обычные гетеросексуальные брачные союзы. Таким образом, под закон попадали как гетеросексуальные, так и гомосексуальные пары. Однако, правом усыновления детей наделялись лишь гетеросексуальные пары.

### Предпосылки введения однополых браков
В соседней Испании однополые браки были легализованы в 2005 году. 1 февраля 2006 года однополая пара Тереза Пиреш (порт. Teresa Pires) и Элена Пайшан (порт. Helena Paixão) попытались заключить брак, в чём им было отказано, после чего они обратились в суд, ссылаясь на Конституцию страны от 1976 года, согласно которой запрещена дискриминация по полу и на закон от 2004 года, запрещающий дискриминацию на основании сексуальной ориентации. В мае 2007 года их иск был отклонен, в результате чего пара направила апелляцию в Конституционный суд страны. 31 июля 2009 года Конституционный суд вынес решение, что, согласно Конституции, однополые браки не разрешены и не запрещены и окончательное решение лежит за законодательной властью, причём мнения судей по данному вопросу разошлись, что свидетельствовало об изменении общественных настроений в Португалии. Несмотря на то, что в 2009 году поддержка населения была на уровне 40 % в лучшем случае, Сократеш принял на себя обязательство во время кампании переизбрания легализовать однополые браки. Он заявил: «Это обязанность моего поколения».

### Принятие законопроекта

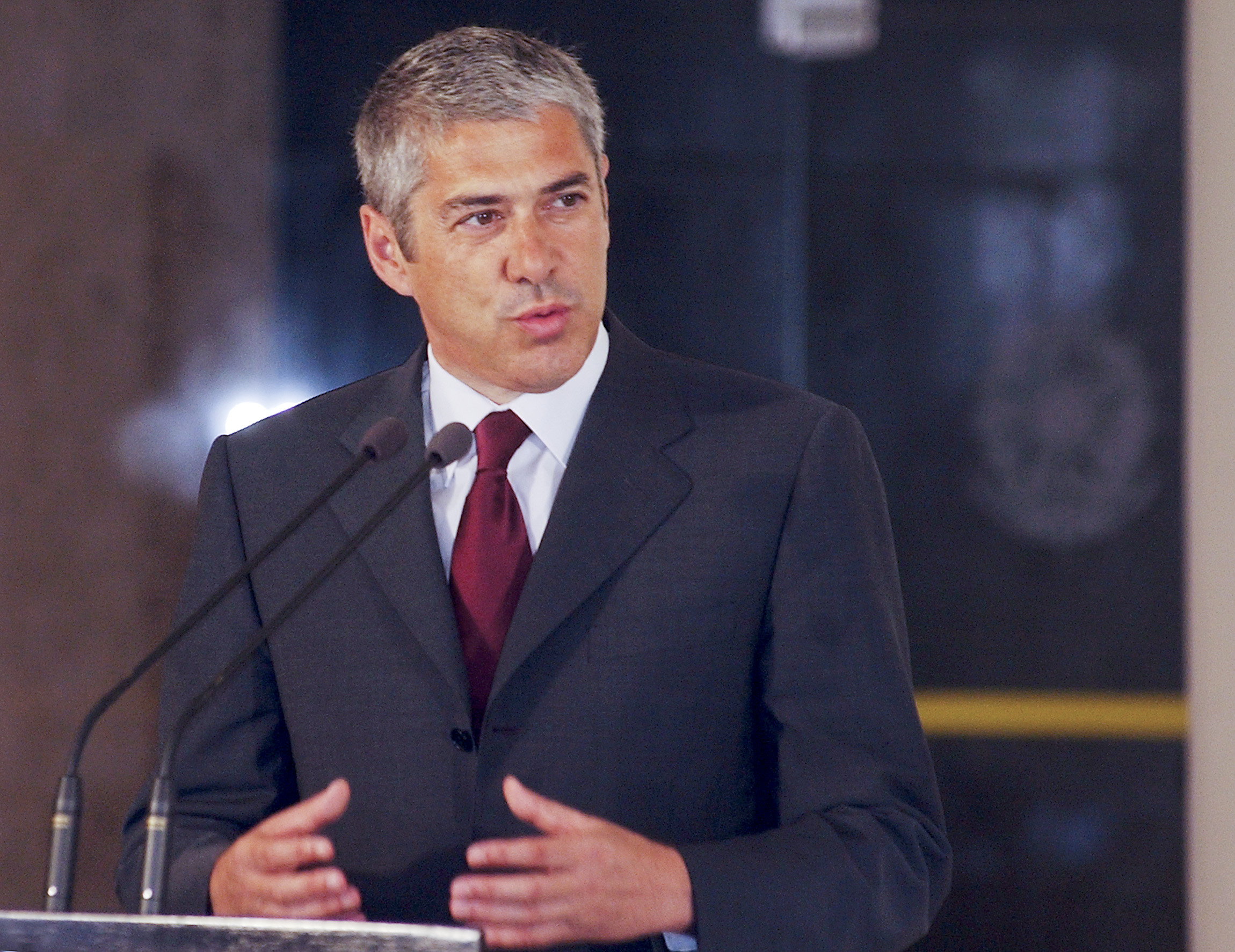
Премьер-министр Португалии Жозе Сократеш

17 декабря 2009 года законопроект, разработанный правящей Социалистической партией и представленный премьер-министром Португалии Жозе Сократешом, был одобрен на заседании правительства. Инициативу правительства активно поддержал Левый блок. 8 января 2010 года законопроект был принят португальским парламентом в первом чтении, 11 февраля во втором чтении, после чего 24 февраля законопроект был направлен президенту на подпись. 13 марта 2010 года президент Португалии Анибал Силва обратился в Конституционный суд для проверки законопроекта на соответствие Конституции страны. 8 апреля 2010 года Конституционный суд постановил, что законопроект соответствует Конституции страны. 17 мая 2010 года президент страны подписал законопроект. Он вступил в силу 5 июня 2010 года, сообщение об этом появилось в официальной газете правительства «Diário da República» 31 мая 2010 года.

### Усыновление
С 2012 года в парламенте пытались принять закон о разрешении усыновления однополыми парами. Закон несколько раз отклонялся, пока не был принят в 2016 году. Однако президент наложил на него вето. Парламент преодолел вето и закон вступил в силу 1 марта 2016 года.

## Реакция на законопроект
Президент Португалии Анибал Каваку Силва заявил, что принял решение о ратификации, не учитывая своих «личных убеждений» и что он не хочет вносить вклад в бессмысленное продолжение дебатов, которые только углубят раздробленность среди португальцев и отвлекут внимание политиков от серьёзных проблем.
Премьер-министр Жозе Сократеш отметил, что эта мера — часть модернизации одной из самых бедных стран ЕС. В 2007 году правительство Сократеша отменило запрет на аборты, существовавший в католической стране долгое время.
21 февраля 2010 года манифестация протестующих против принятия законопроекта собрала около 5000 человек на улицах Лиссабона.
Представители римской католической церкви высказались с резким осуждением легализации однополых браков, совпавшей по времени с визитом папы римского в Португалию, и назвали их посягательством на семейные ценности и на священный союз мужчины и женщины, шагом назад, а также скрытой угрозой.
В поддержку однополых браков высказался игрок легендарного испанского клуба «Реал Мадрид» Криштиану Роналду, португалец по национальности: «Мы должны уважать выбор друг друга, потому что, в конечном итоге, все граждане должны быть равными и иметь одинаковые права и обязанности».

## Регистрация однополых браков в Португалии между иностранцами
Португалия, наряду с Канадой, США, Аргентиной, Данией и ЮАР, является страной, где разрешена регистрация однополого брака между иностранцами (в том числе туристами), вне зависимости от легальности однополого брака у них на родине.
В июле 2010 года Министерство Юстиции Португалии выпустило приказ для органов регистрации гражданского состояния (Conservatórias do Registo Civil), разъясняющий применение закона об однополых браках в отношении иностранцев. В соответствии с ним равное право на заключение брака получили все иностранцы без исключения, в том числе граждане России и стран СНГ.

## Статистические данные
7 июня 2010 года первой однополой парой, заключившей брак, стали Тереза Пиреш и Элена Пайшан, иск в Конституционный суд Португалии которых стал серьёзным толчком к рассмотрению инициативы на законодательном уровне.
По данным на конец июля 2010 года только 20 гомосексуальных пар узаконили свои отношения в этой стране с населением более 10 миллионов человек с момента принятия закона, на начало декабря 2010 года — 221 пара.
По данным на 2015 год включительно в Португалии было заключено в общей сложности 1877 браков между лицами одного пола.
В 2016 году было заключено 422 брака между лицами одного пола: 249 браков между двумя мужчинами и 173 брака между двумя женщинами. В 2017 году между лицами одного пола было заключено 523 брака (282 между двумя мужчинами и 241 между двумя женщинами). В том же году было заключено 33111 браков между лицами противоположного пола.
В 2018 году в Португалии в общей сложности было зарегистрировано 34637 браков, из которых 607 (или 1,75 %) являются однополыми. Мужскими парами было заключено 342 брака, женскими — 265.

## Усыновление детей
Принятый в январе 2010 года закон об однополых браках не предоставлял однополым парам права усыновления. Лишь 17 мая 2013 года Парламент Португалии одобрил законопроект, разрешающий усыновление родных детей партнёра, причем независимо от того, состоят ли партнёры в браке или нет. За законопроект проголосовало 99 парламентариев, против — 94, воздержались — 9. В законе оговаривается, что усыновителем не могут быть лица моложе 25 лет, а усыновление ребёнка, которому исполнилось 12 лет, требует, в соответствии с Гражданским кодексом, предварительного согласия ребёнка. Одновременно обсуждался и второй законопроект, разрешающий совместное усыновление детей, однако он был отклонён 104 голосами «против», против 77 голосов «за» и 21 воздержавшихся. Таким образом, совместно усыновлять детей могут, по-прежнему, лишь разнополые пары, причём не только состоящие в браке.
В 2015 году парламент Португалии повторно рассмотрел законопроект по предоставлению равных условий однополым парам в усыновлении детей. Данный законопроект был принят Ассамблеей Республики, однако, уходящий в отставку президент Португалии Анибал Каваку Силва 25 января 2016 года наложил вето на закон. Уже 10 февраля 2016 года вето было преодолено парламентом, после этого закон был подписан уже новым президентом Марселу Ребелу ди Соза и 29 февраля окончательно вступил в силу.
Искусственное оплодотворение в Португалии ранее было разрешено лишь женщинам, состоящим в гетеросексуальном браке. Суррогатное материнство в Португалии запрещено полностью.
По итогам принятого парламентом и подписанного в июне 2016 года президентом Португалии закона, все женщины, в том числе одинокие и состоящие в однополом браке, получили равный доступ к технологиям искусственного оплодотворения.